# Techirghiol
Techirghiol (tur. Tekirgöl) – miasto w południowo-wschodniej Rumunii, nad jeziorem Techirghiol, w okręgu Konstanca. Liczy 7388 mieszkańców, położone jest w Dobrudży.
Miasto to jest znane z uzdrowiska, które wykorzystuje własności lecznicze wód jeziora oraz wód mineralnych.